# Hellisgerði
Le Hellisgerði est un parc urbain d'Islande situé non loin du centre-ville d'Hafnarfjörður, près  de Reykjavik, la capitale. Petit en superficie, il est connu pour être un Álagablettur, un des lieux de vie du Huldufólk et notamment la famille royale.